# Schoenoplectus etuberculatus
Schoenoplectus etuberculatus  là loài thực vật có hoa trong họ Cói. Loài này được (Steud.) Soják miêu tả khoa học đầu tiên năm 1972.